# 닉 캐넌
닉 캐넌(Nick Cannon, 1980년 10월 8일 ~ )은 미국의 배우, 래퍼이다. 2008년 4월 30일 머라이어 캐리와 결혼했고, 2016년에 이혼했다. 닉 캐넌은 12명의 자녀를 둔 아버지이다.

## 영화
- 맨 인 블랙 2
- 드럼라인
- 가필드 (2004년 영화)
- 쉘 위 댄스 (2004년 영화)
- 몬스터 하우스
- 바비 (2006년 영화)
- 골 2: 꿈을 향해 뛰어라
- 스쿨 걸스

## 텔레비전
- 아메리카 갓 탤런트
- 업 올 나이트 (시트콤)
- 니켈로디언 키즈 초이스 어워드
- 빅 타임 러쉬
- 브루클린 나인-나인
- 더 마스크드 싱어